# Cerrina Monferrato
Cerrina Monferrato är en ort och kommun i provinsen Alessandria i regionen Piemonte i Italien. Kommunen hade 1 357 invånare (2018).